# Nagy Antal (labdarúgó, 1956)
Nagy Antal (Nagyhalász, 1956. október 17. –) labdarúgó. Az 1986-os mexikói labdarúgó-világbajnokság résztvevője. Második felesége Noszály Andrea, teniszező volt.

## Pályafutása

### Klubcsapatban
Szülőhelyén kezdte a labdarúgást, ahonnan a Nyíregyházi VSC ifjúsági, majd felnőtt csapatában folytatta. Innen a Bp. Honvéd ifjúsági csapatába került. 1975-76-ban egy idényt szerepelt a SZEOL AK csapatánál Szegeden, majd visszatért a fővárosba. A Honvéddal négy bajnoki címet és egy MNK győzelmet ért el. 1978-79-ben tagja volt az UEFA kupában az Ajaxot búcsúztató csapatnak. A hazai 4-1-es győzelemmel végződő mérkőzés egyik gólját ő lőtte. Végül a negyeddöntőig jutottak, ahol a nyugatnémet MSV Duisburggal szemben maradtak alul. 1986-ban, a mexikói világbajnokság után Franciaországba szerződött és egy idényt az AS Nancy-Lorraine csapatában szerepelt. Ezt követően még Svájcban játszott az FC Yverdonnál, egészen 1992-ig. Az aktív labdarúgást a másodosztályú Bagi FC játékosaként hagyta abba 1992-ben.

### A válogatottban
A magyar válogatottban 1979 és 1988 között 32 alkalommal szerepelt és 2 gólt szerzett. Tagja volt az 1986-os mexikói világbajnokságon szereplő csapatnak. 1979 és 1984 között 10 alkalommal játszott az olimpiai válogatottban és 1 gólt szerzett.

## Sikerei, díjai
- Magyar bajnok
  - bajnok: 1979–1980, 1983–1984, 1984–1985, 1985–1986
  - 2.: 1977–1978
  - 3.: 1982–1983
- Magyar kupa (MNK)
  - győztes: 1984–1985
  - döntős: 1982–1983
- UEFA-kupa
  - negyeddöntős: 1978–1979
- Közép-európai kupa (KK)
  - 2.: 1977–1978

## Statisztika

### Mérkőzései a válogatottban
| Magyarország | Magyarország         | Magyarország                          | Magyarország     | Magyarország | Magyarország     | Magyarország       | Magyarország | Magyarország |
| #            | Dátum                | Helyszín                              | Hazai            | Eredmény     | Vendég           | Kiírás             | Gólok        | Esemény      |
| ------------ | -------------------- | ------------------------------------- | ---------------- | ------------ | ---------------- | ------------------ | ------------ | ------------ |
| 1.           | 1979. március 28.    | Budapest, Népstadion                  | Magyarország     | 3 – 0        | NDK              | barátságos         | -            | 79'          |
|              | 1979. április 18.    | Pitești                               | Románia          | 2 – 0        | Magyarország     | olimpiai selejtező | -            | 72'          |
| 2.           | 1979. október 26.    | Budapest, Népstadion                  | Magyarország     | 0 – 2        | Egyesült Államok | barátságos         | -            |              |
|              | 1979. október 31.    | Wrocław                               | Lengyelország    | 1 – 0        | Magyarország     | olimpiai selejtező | -            |              |
|              | 1983. március 23.    | Veliko Tarnovo                        | Bulgária         | 1 – 1        | Magyarország     | olimpiai selejtező | -            |              |
|              | 1983. április 13.    | Budapest, Csepel stadion              | Magyarország     | 3 – 1        | Görögország      | olimpiai selejtező | -            | 46'          |
|              | 1983. szeptember 7.  | Budapest, Népstadion                  | Magyarország     | 0 – 1        | Szovjetunió      | olimpiai selejtező | -            |              |
|              | 1983. szeptember 21. | Drama                                 | Görögország      | 1 – 2        | Magyarország     | olimpiai selejtező | -            |              |
| 3.           | 1983. október 12.    | Budapest, Népstadion                  | Magyarország     | 0 – 3        | Anglia           | Eb-selejtező       | -            | 46'          |
| 4.           | 1983. október 26.    | Budapest, Népstadion                  | Magyarország     | 1 – 0        | Dánia            | Eb-selejtező       | -            | 60'          |
| 5.           | 1984. január 18.     | Cádiz, Ramón de Carranza Stadion      | Spanyolország    | 0 – 1        | Magyarország     | barátságos         | -            |              |
| 6.           | 1984. március 31.    | Szabadka, Szpartak Stadion            | Jugoszlávia      | 2 – 1        | Magyarország     | barátságos         | -            |              |
| 7.           | 1984. április 4.     | Isztambul, Beşiktaş İnönü Stadion     | Törökország      | 0 – 6        | Magyarország     | barátságos         | -            |              |
|              | 1984. április 11.    | Budapest, Megyeri úti stadion         | Magyarország     | 1 – 1        | Bulgária         | olimpiai selejtező | -            |              |
|              | 1984. április 25.    | Moszkva, Luzsnyiki Stadion            | Szovjetunió      | 0 – 1        | Magyarország     | olimpiai selejtező | -            |              |
| 8.           | 1984. május 23.      | Székesfehérvár, Sóstói Stadion        | Magyarország     | 0 – 0        | Norvégia         | barátságos         | -            |              |
| 9.           | 1984. május 31.      | Budapest, Üllői úti Stadion           | Magyarország     | 1 – 1        | Spanyolország    | barátságos         | 1            | 47'          |
| 10.          | 1984. június 6.      | Brüsszel, Heysel Stadion              | Belgium          | 2 – 2        | Magyarország     | barátságos         | -            |              |
| 11.          | 1984. szeptember 26. | Budapest, Népstadion                  | Magyarország     | 3 – 1        | Ausztria         | vb-selejtező       | 1            | 50'          |
| 12.          | 1984. október 17.    | Rotterdam, Feijenoord Stadion         | Hollandia        | 1 – 2        | Magyarország     | vb-selejtező       | -            |              |
| 13.          | 1984. november 17.   | Limassol, Tszirion Stadion            | Ciprus           | 1 – 2        | Magyarország     | vb-selejtező       | -            |              |
| 14.          | 1985. január 29.     | Hamburg, Volksparkstadion             | NSZK             | 0 – 1        | Magyarország     | barátságos         | -            |              |
| 15.          | 1985. április 3.     | Budapest, Népstadion                  | Magyarország     | 2 – 0        | Ciprus           | vb-selejtező       | -            |              |
| 16.          | 1985. április 17.    | Bécs, Hanappi Stadion                 | Ausztria         | 0 – 3        | Magyarország     | vb-selejtező       | -            |              |
| 17.          | 1985. május 14.      | Budapest, Népstadion                  | Magyarország     | 0 – 1        | Hollandia        | vb-selejtező       | -            | 57'          |
| 18.          | 1985. október 16.    | Cardiff, Ninian Park                  | Wales            | 0 – 3        | Magyarország     | barátságos         | -            | 45'          |
| 19.          | 1985. december 9.    | Irapuato (MEX)                        | Magyarország     | 1 – 0        | Dél-Korea        | barátságos         | -            |              |
| 20.          | 1985. december 11.   | Monterrey, Technológico Stadion (MEX) | Magyarország     | 3 – 1        | Algéria          | barátságos         | -            | 46'          |
| 21.          | 1985. december 14.   | Toluca                                | Mexikó           | 2 – 0        | Magyarország     | barátságos         | -            |              |
| 22.          | 1986. január 30.     | El, ben-Khalifa-stadion (QAT)         | Ázsia-válogatott | 0 – 3        | Magyarország     | barátságos         | -            |              |
| 23.          | 1986. február 1.     | Doha, el-Kabir-stadion (QAT)          | Ázsia-válogatott | 0 – 2        | Magyarország     | barátságos         | -            | 46'          |
| 24.          | 1986. február 2.     | Doha                                  | Katar            | 0 – 3        | Magyarország     | barátságos         | -            |              |
| 25.          | 1986. március 16.    | Budapest, Népstadion                  | Magyarország     | 3 – 0        | Brazília         | barátságos         | -            |              |
| 26.          | 1986. június 2.      | Irapuato, Estadio Irapuato (MEX)      | Szovjetunió      | 6 – 0        | Magyarország     | vb-csoportkör      | -            |              |
| 27.          | 1986. június 6.      | Irapuato, Estadio Irapuato (MEX)      | Magyarország     | 2 – 0        | Kanada           | vb-csoportkör      | -            | 62'          |
| 28.          | 1986. június 9.      | León, Estadio León (MEX)              | Magyarország     | 0 – 3        | Franciaország    | vb-csoportkör      | -            | 46'          |
| 29.          | 1986. november 12.   | Athén, Olimpiai Stadion               | Görögország      | 2 – 1        | Magyarország     | Eb-selejtező       | -            |              |
| 30.          | 1988. augusztus 31.  | Linz, Linzer Stadion                  | Ausztria         | 0 – 0        | Magyarország     | barátságos         | -            |              |
| 31.          | 1988. szeptember 21. | Reykjavík, Laugardarsvöllur           | Izland           | 0 – 3        | Magyarország     | barátságos         | -            | 46'          |
| 32.          | 1988. október 19.    | Budapest, Népstadion                  | Magyarország     | 1 – 0        | Észak-Írország   | vb-selejtező       | -            |              |
|              | Összesen             |                                       |                  | 32           | mérkőzés         |                    | 2            | gól          |